# Ortlieb von Frohburg
Ortlieb von Frohburg (* vor 1136; † 18. August 1164) war von 1137 bis zu seiner Resignation wahrscheinlich nach dem 15. März 1164 Bischof von Basel.

## Leben
Ortlieb von Frohburg war vermutlich ein Sohn des Grafen Ludwig I. von Frohburg (erwähnt von 1098 bis 1114). Er selbst ist für 1136 erstmals als Domherr von Basel bezeugt. Im Jahr darauf wurde er zum Bischof von Basel gewählt und am 18. März 1139 als solcher bezeugt. 1139 nahm er am Zweiten Laterankonzil und am Reichstag in Strassburg teil. Bischof Ortlieb beteiligte sich stark an der Reichspolitik und hielt sich oft am Hofe von König Konrad III. auf, den er von 1147 bis 1149 auf den Zweiten Kreuzzug begleitete. Nach der Rückkehr aus dem Heiligen Land setzte ihn der König 1150/1151 als seinen Legaten (Statthalter) in Italien ein. Dorthin begleitet er 1154/1155 auch dessen Nachfolger Friedrich I. Barbarossa zur Kaiserkrönung. Ein drittes Mal, von 1160 bis 1162, befand er sich wiederum während eines Italienzuges im kaiserlichen Gefolge. Als Basler Bischof förderte er die Klostergründungen von Lützel, Bellelay, Schönthal (von Verwandten aus seiner Familie vor 1146 gegründet) und Feldbach bei Steckborn. Wahrscheinlich nach dem 15. März 1164 legte er sein Amt nieder. Zum Nachfolger wurde sein Verwandter Ludwig II. von Frohburg gewählt. Ortlieb starb am 18. August 1164 in Italien und wurde im Münster von Basel bestattet.